# 2017年科曼多尔群岛地震
2017年科曼多尔群岛地震是指2017年7月17日23时34分13秒发生于俄罗斯堪察加边疆区科曼多尔群岛的强烈地震。本次地震的地震规模为MW 7.7级、Ms 7.8级，震源深度约10.0千米，最大烈度为7（VII）度。太平洋海啸预警中心就此地震对太平洋沿岸的部分国家发布了海啸警告，最终被证实该地震引发了0.10米高度的海啸。本次地震已被列入美国地质勘探局2017年显著地震列表。

## 震源构造
科曼多尔群岛所处的阿留申海沟是世界上最活跃的地震带之一。自1900年以来，本次地震震中距250公里以内的地区发生过14次6.5级或更大的地震，其中最大的地震事件是1929年12月17日发生的7.8级地震。虽然堪察加地区是环太平洋地震带的两个弧形子地震带的交汇部位，千岛海沟和阿留申海沟以接近相互垂直的位形交汇于此，形成该区较为复杂的构造格局。但本次地震的震中实际上仅处于阿留申海沟。俄罗斯有80%的地震都发生在堪察加半岛和千岛群岛附近。堪察加半岛附近发生的地震，约有80%的震源深度集中在0至50千米，90%的震源深度集中在0至100千米。1988年，威廉·马格斯提出了包括科曼多尔群岛、乌纳拉斯卡岛和舒马金群岛在内的阿留申群岛弧表明了过去发生过一些大震（Ms≥7.75）的历史迹象，但在20世纪还没有完全破裂，被认为是在未来可能会发生大震的地震空区。

## 机构反应
美国地质勘探局测定，本次地震的震中位于俄罗斯堪察加边疆区科曼多尔群岛（北纬54.443度，东经168.857度），地震规模为MW 7.4级，震源深度约10.0千米，最大烈度为7（VII）度。随后修订为MW 7.7级、Ms 7.7级。除此之外，美国地质勘探局通过互联网震感调查页面收集到的数据，推定本次地震的最大烈度为8（VIII）度。中国地震台网测定，本次地震的震中位于经度168.95°，纬度54.36°，地震规模为Ms 7.8级，震源深度约10千米。日本气象厅测定的地震规模大致相同，为MW 7.7至7.8级。但震源深度比上述两个机构的数值偏大，约为37千米。
太平洋海啸预警中心就此地震发布海啸警告，警告包括俄罗斯、日本、关岛、夏威夷等在内的地区可能会遭受海啸侵袭。最终美国国家海洋和大气管理局海啸数据库记录到了本次地震引发的高度为10厘米的海啸。

## 地震分析
本次地震是由于西北太平洋板块和北美板块之间的板块边界附近的转换断层造成的。在本次地震主震发生之前约12小时，该地区曾发生过6.3级的前震。日本气象厅认为，本次地震的地震矩为6.14×1020 Nm，同时是一次走滑型地震。美国地质勘探局认为，本次地震的走滑范围约为170×20千米。